# سارگیس هامبارتسومیان
سارگیس (ساکو) ساهاکی هامبارتسومیان (ارمنی: Սարգիս Համբարձումյան؛ ۱۸۷۰ – ۱۹۴۴) یک انقلابی و سیاستمدار اهل ارمنستان بود.

## زندگی‌نامه
وی در سال ۱۸۷۰ یا ۱۸۸۰ میلادی در شوشی به دنیا آمد و در دانشکده پزشکی دانشگاه دولتی مسکو تحصیل نمود. در سال ۱۹۱۸ پس از فتح شوشی وی زندانی شد. در بین سال‌های ۱۹۲۰ تا ۱۹۲۲ وزیر بهداشت جمهوری سوسیالیستی ارمنستان شوروی بود. هامبارتسومیان بین سال‌های ۱۹۲۵ تا ۱۹۲۸ رئیس شورای کمیساریای خلق ارمنستان (نخست‌وزیر ارمنستان) بود. وی در سال ۱۹۴۴ میلادی در سن ۶۴ یا ۷۴ سالگی در مسکو درگذشت. 

## یادداشت
1. ↑  Սիմեոն Լազարև
2. ↑  "Նախկին վարչապետեր - Gov.am"/Armenian Soviet Encyclopedia.
3. ↑  Հայկական համառոտ հանրագիտարան